# Districte de Reims
El districte de Reims és un dels cinc districtes amb què es divideix el departament francès del Marne, a la regió del Gran Est. Té 16 cantons i 155 municipis i el cap del districte és la sotsprefectura de Reims.

## Cantons
cantó de Beine-Nauroy - cantó de Bourgogne - cantó de Châtillon-sur-Marne - cantó de Fismes - cantó de Reims-1 - cantó de Reims-2 - cantó de Reims-3 - cantó de Reims-4 - cantó de Reims-5 - cantó de Reims-6 - cantó de Reims-7 - cantó de Reims-8 - cantó de Reims-9 - cantó de Reims-10 - cantó de Verzy - cantó de Ville-en-Tardenois